# Síndrome facetària
La síndrome facetària és una síndrome en el qual les articulacions interapofisàries (diartrosis, de C2 a S1) causen mal d'esquena. El 55% dels casos de síndrome facetària es produeixen en les vèrtebres cervicals, i el 31% en les lumbars. La síndrome facetària pot progressar a una espondilosi, i sovint una espondilosi produeix una síndrome facetària.
Es presenta la següent simptomatologia:
- Mal d'esquena intermitent
- Millora amb el repòs
- Empitjorament amb el moviment, en estar assegut o dret
- Irradiació mal definida pel membre
- Empitjora en els moviments extrems i sobtats (hiperextensió/rotació)